# Mood (série télévisée)
Pour les articles homonymes, voir Mood.
Mood est une série télévisée musicale britannique en six épisodes d'environ 46 minutes créée et scénarisée par Nicôle Lecky, basée sur sa pièce solo Superhoe et diffusée entre le 1er mars et le 5 avril 2022 sur BBC Three,.
En France, elle est diffusée en novembre 2022 sur Canal+ Séries,. Elle reste inédite dans les autres pays francophones.

## Synopsis
Sasha, jeune rappeuse métisse anglaise de 25 ans, cherche sa voie entre la musique, la chanson et l'escorting de luxe…

## Distribution
- Nicôle Lecky (VF : Aurélie Konaté) : Sasha Clayton
  - Ebony Aboagye : Sasha jeune
- Lara Peake (VF : Ludivine Maffren) : Carly Vison
- Jessica Hynes (VF : Brigitte Berges) : Laura, la mère de Sasha
- Paul Kaye (VF : Michel Dodane) : Kevin, le beau-père de Sasha
- Mia Jenkins (VF : Valérie Bescht) : Megan, la petite sœur de Sasha
- Jordan Duvigneau (VF : Guillaume Desmarchelier) : Anton
- Flo Wilson (VF : Virginie Emane) : Melrose
- Jorden Myrie (VF : Baptiste Marc) : Kobi
- Jason York : Curtis
- Chantelle Alle (VF : Déborah Claude) : Abi
- Mohammad Moses Dalmar (VF : Jhos Lican) : Saleem
- Sai Bennett (en) (VF : Garance Thénault) : Esmeralda
- Tom Moutchi (VF : Jean-Baptiste Anoumon) : Teeg Jones
- Kiell Smith-Bynoe (en) (VF : Jean-Paul Pitolin) : Alfred
- Tom Stourton (en) (VF : Éric Aubrahn) : Josh
- Renee Bailey (VF : Amélia Ewu) : Paris
- Jade Thirlwall : Jade

 Source et légende : version française (VF) sur RS Doublage

## Épisodes
| no | Titre français                                     | Titre original                     | Réalisateur    | Durée  |
| -- | -------------------------------------------------- | ---------------------------------- | -------------- | ------ |
| 1  | J'suis pas venue pour payer, j'suis venue déchirer | I Ain't Come To Pay I Came To Slay | Dawn Shadforth | 42 min |
| 2  | Lexi Caramel                                       | Babygirl                           | Dawn Shadforth | 44 min |
| 3  | Hannibal                                           | Hannibal                           | Dawn Shadforth | 46 min |
| 4  | Le Blé avant tout                                  | Get That Schmoneyyy                | Stroma Cairns  | 44 min |
| 5  | Des salopes en cage                                | Bitches in Cages                   | Stroma Cairns  | 45 min |
| 6  | Merde aux faux-semblants                           | F*** the fake sh**                 | Stroma Cairns  | 50 min |